# 河田町ガーデン
河田町ガーデン（かわだちょうガーデン）は東京都新宿区河田町にある都市基盤整備公団（現：UR都市機構）により開発された高級賃貸住宅である。旧称は河田町コンフォガーデン（かわだちょうコンフォガーデン）。

## 概要
この土地は1959年（昭和34年）の開局から1997年（平成9年）にかけてフジテレビが建っていたが、1997年に住宅・都市整備公団がお台場に移転したフジテレビ本社跡地2.6ヘクタールを約185億円で買収し、都市基盤整備公団（都市公団）によって、41階建ての超高層棟を含め4棟の賃貸住宅のほか、スーパーマーケットやデイケアセンターなど3棟で構成される「河田町コンフォガーデン」が建設され、2003年（平成15年）3月に完成した。
このうち、超高層棟の31階から41階は、都市公団が創設したオフィスビルのサブリースに似た「民間事業者賃貸住宅制度」を活用し、東急不動産が公団から上層部を借り受け、独自の内装工事を施して、高級賃貸マンション「東急ビューレジデンス市ヶ谷河田町」として貸し出した。
赤坂議員宿舎建て替え期間には衆議院議員の仮宿舎となった。

### 河田町ガーデンに
2017年（平成29年）2月、トーセイが河田町コンフォガーデンの入居者募集を含む管理業務全般を約95億円で落札。5月から業務を開始した。その後、URとトーセイとの間で売却交渉がまとまり、12月に河田町コンフォガーデンを430億円で取得した。これに伴い、名称は「河田町ガーデン」、超高層棟の高級賃貸マンション部分は「河田町ガーデンクラブフロア」にそれぞれ改められた。

## データ
- 交通：都営新宿線「曙橋駅」・都営大江戸線「若松河田駅」
- 施設:診療所・歯科診療所・民間保育施設・デイサービス・三徳河田店
- 駐輪場：165台

### 注
1. ↑  かつては東側の道路を隔てた市谷仲之町2丁目にも同社の第一別館があり、本社移転後は「新宿支局」に改称した。2009年まで存在していたが、その後解体され、こちらも現在は集合住宅となっている。